# 西脇正彦
西脇 正彦（にしわき まさひこ）は、日本の元アマチュア野球選手（内野手）。

## 経歴・人物
大阪鉄道高等学校を卒業した後、関西大学に進学した。関西六大学野球リーグでは二塁手として出場し、1966年春季リーグでは、首位打者を獲得した。1967年の第１６回全日本大学野球選手権大会に出場し、ベスト８までに進んだが、準々決勝で東海大に敗れた。同年のドラフト会議で東京オリオンズから12位指名を受けたが、入団を拒否した。
大学卒業後は電電近畿に進むが、あまり活躍の場はなかった。